# Cyprus op het Eurovisiesongfestival 2020
Cyprus zou deelnemen aan het Eurovisiesongfestival 2020 in Rotterdam, Nederland. Het zou de 37ste deelname van het land aan het Eurovisiesongfestival zijn. CyBC was verantwoordelijk voor de Cypriotische bijdrage voor de editie van 2020.

## Selectieprocedure
In oktober 2019 bevestigde de Cypriotische openbare omroep dat ook Cyprus zou deelnemen aan het Eurovisiesongfestival 2020. Naar goede gewoonte koos de omroep voor een interne selectie. Er werd een speciaal selectiecomité samengesteld. Dit comité zou een geschikte act moeten vinden om Cyprus te vertegenwoordigen in Rotterdam. Op 20 november 2019 maakte de omroep bekend dat zanger Sandro Nicolas het land zou vertegenwoordigen. Het nummer waarmee hij naar Rotterdam zou gaan werd ook intern gekozen. Het kreeg als titel Running en werd op 6 maart 2020 gepresenteerd aan het grote publiek.

## In Rotterdam
Cyprus zou aantreden in de eerste halve finale op dinsdag 12 mei. Het Eurovisiesongfestival 2020 werd evenwel geannuleerd vanwege de COVID-19-pandemie. De Cypriotische omroep koos ervoor om voor 2021 een andere artiest en nummer intern te selecteren. Hierdoor vertegenwoordigde Nicolas het eiland uiteindelijk nooit op het festival.
1981 · 1982 · 1983 · 1984 · 1985 · 1986 · 1987 · 1988 · 1989 · 1990 · 1991 · 1992 · 1993 · 1994 · 1995 · 1996 · 1997 · 1998 · 1999 · 2000 · 2001 · 2002 · 2003 · 2004 · 2005 · 2006 · 2007 · 2008 · 2009 · 2010 · 2011 · 2012 · 2013 · 2014 · 2015 · 2016 · 2017 · 2018 · 2019 · 2020 · 2021 · 2022 · 2023 · 2024 · 2025
Albanië · Armenië · Australië · Azerbeidzjan · België · Bulgarije · Cyprus · Denemarken · Duitsland · Estland · Finland · Frankrijk · Georgië · Griekenland · Ierland · IJsland · Israël · Italië · Kroatië · Letland · Litouwen · Malta · Moldavië · Nederland · Noord-Macedonië · Noorwegen · Oekraïne · Oostenrijk · Polen · Portugal · Roemenië · Rusland · San Marino · Servië · Slovenië · Spanje · Tsjechië · Verenigd Koninkrijk · Wit-Rusland · Zweden · Zwitserland